# Bernartice (kraj ołomuniecki)
Bernartice (niem. Barzdorf) – wieś (gmina) w Czechach w powiecie Jesionik w kraju ołomunieckim.
Wieś leży nad rzeką Świdną tuż przy polsko-czeskiej granicy, z miejscowością Dziewiętlice po polskiej stronie tworzyła dawniej jedną wieś. Na granicy czesko-polskiej funkcjonowało przejście graniczne Bernartice - Dziewiętlice, obecnie drogi umożliwiają przekraczanie granicy samochodami osobowymi (zakaz ruchu ciężarówek).
Na terenie gminy znajdują się dwa przystanki kolejowe: Horní Heřmanice w pobliżu Horní Heřmanice oraz Bernartice u Javorníka we wsi.

## Podział administracyjny
Gmina dzieli się na następujące części:
- Bernartice
- Buková
- Horní Heřmanice

## Literatura
- Vlastivěda šumperského okresu, Šumperk 1993.